# Gut Kaltenhof (Dänischenhagen)
Das Adlige Gut Kaltenhof im Gebiet der Gemeinde Dänischenhagen reichte von der Mühlenau im Süden bis zum Wald Ochsenkoppel im Norden, sowie vom Brandsbek im Osten bis nach Stramsrade im Westen. Es umfasste den Wald Stodthagen mit Gehege Krück, den Wald Ochsenkoppel und Mückenbrook und das Kaltenhofer Moor, sowie den Meierhof Sturenhagen.

## Namensherkunft
Eine Schreibweise des Gutes Kaltenhof war 1632 Koldehof.
Schreibweisen von Felm waren Felme und Velme.

## Gebäude und Sehenswürdigkeiten

### Gutshaus

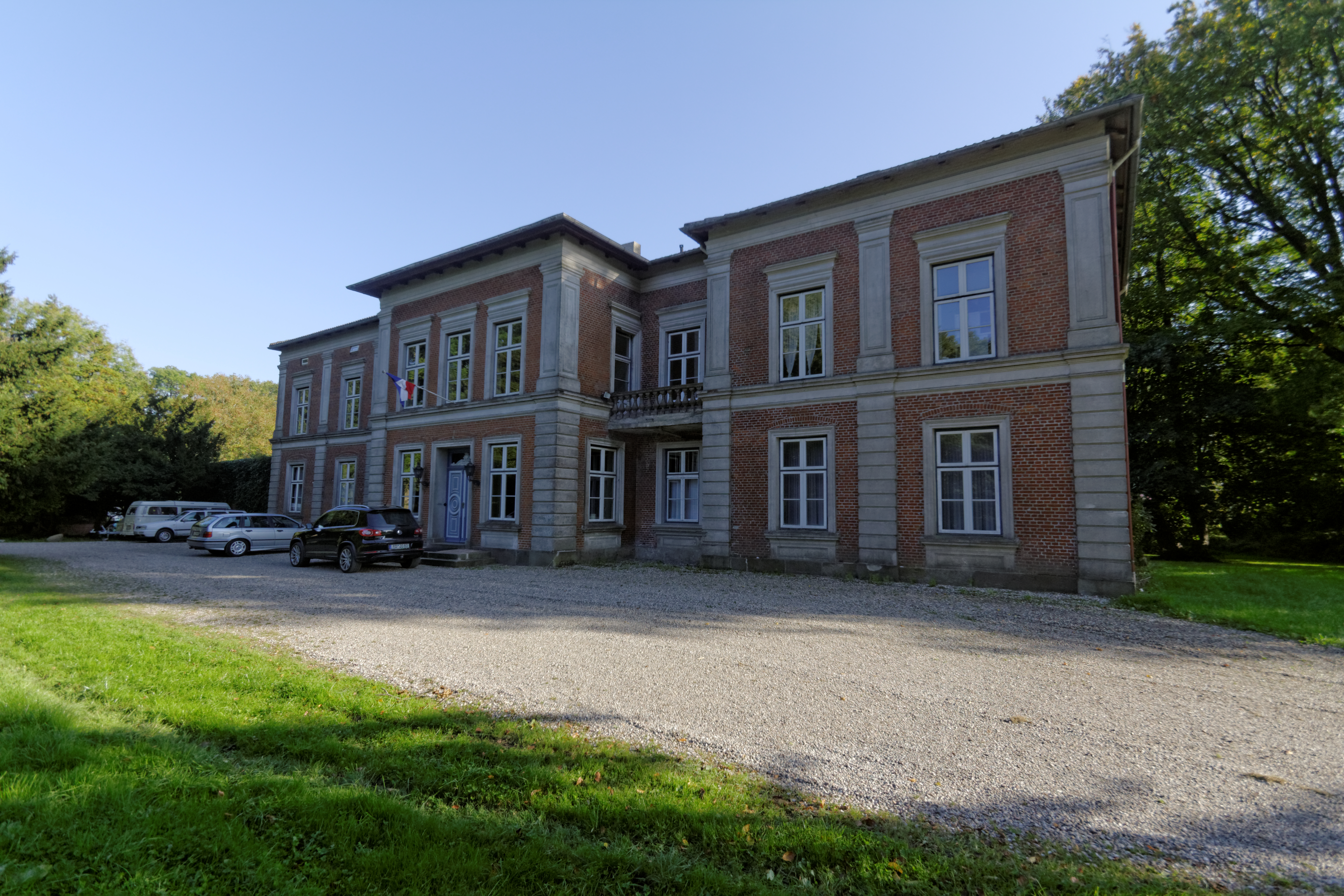
Gutshaus Kaltenhof

Das Gutshaus wurde 1867 von Georg Karl Ernst von Reventlow gebaut, es hat 16 Zimmer, drei Badezimmer und seit 1931 eine Zentralheizung. Zwischenzeitlich diente das Haus bis zu 40 Leuten, zumeist Flüchtlingen, als Unterkunft. Eberhard Günther Kern kaufte es und benutzte es als Internat. Klaus Melbeck brachte im Obergeschoss schließlich seine Rechtsanwalts- und Notarkanzlei unter. Heute wird es als Wohngebäude benutzt.

### Meierei
Das Gut Kaltenhof verfügte bereits über eine Meierei, die sich an der heutigen Ecke Hofstraße/Mittelweg befand. Am 14. März 1927 wurde sie neu gebaut an der heutigen Ecke Gettorfer Landstraße/Kaltenhofer Allee/Stodthagener Weg. Als Betriebsleiter dienten Otto Mumm, danach sein Sohn Uwe Mumm. 2003 war die Meierei noch in Betrieb. 2007 wurde sie aufgegeben und zum Wohngebäude umfunktioniert.

## Geschichte
Vielleicht ist das Gut Kaltenhof aus dem niedergelegten Dorf Kalendorp errichtet worden. Die genaue Zeit der Entstehung des Gutes ist unbekannt.

### Adlige Besitzer der Güter Kaltenhof und Dänisch-Nienhof
Soweit die Überlieferung zurückreicht, waren die Güter Kaltenhof und Dänisch-Nienhof bis 1756 in gemeinsamem Besitz:

#### Wisch Wüsche
Als erste überlieferte Besitzer von Kaltenhof und Dänisch-Nienhof kommt 1486 (gegen 1500) Henneke van der Wüsche tho Nyenhaue (* 1450; † 1500) vor, sodann sein Sohn 1533 Jürgen von der Wisch (* 1488; † 1572), Ehemann von Margrethe Rantzau (* 1485; † 1589), deren Sohn Oswald von der Wisch (* 1521; † 15. Juni 1591),
nacheinander Ehemann von drei verschiedenen Frauen, darauf sein Sohn Claus von der Wisch (* 1552; † 6. November 1621).
Claus von der Wisch starb unbeerbt.

#### Sehestedt
Owe Sehestedt zu Depenau, Ehemann von Catharine von der Wisch (1560 bis nach 1621), Schwester von Claus von der Wisch, kam daraufhin in Besitz der Güter. 1630 dessen Sohn Detlev von Sehestedt (1575–1638), Ehemann von Dorothea von Ahlefeldt (1583-) um 1626/1631 (damals mit 56 Pflug, von denen 1667 5 Pflug erlassen wurden). 1638 brachte des Letzteren Tochter Dorothea von Sehestedt (1606 – 6. Oktober 1640) die Güter ihrem Gemahl Otto Blome.

#### Blom Blome
Otto Blome (1589–1645) war durch seine Frau Besitzer der Güter Kaltenhof und Dänisch-Nienhof geworden. Am 8. Mai 1630 hatte er das Gut Deutsch-Nienhof von Gosche Rantzau für 63.900 Rtlr. erworben. Dort hat er offenbar gelebt. Otto Blome war außerdem Pächter des Hofes Sprenge.
Zur Bevölkerungssituation sagt ein Kirchenbuch von 1632: »Aus dem Koldehöfer (Kaltenhofer) Gute gehen nach Gettorfer Kirche die Felmer, sind 9 Höfen, 1 Wurthsitzer und ethliche Kätner«.
1669 gehörte das Gut Kaltenhof Benedikt Blome (29. Juni 1627 bis 27. März 1688), herzogl. Kammerjunker, Herr auf Deutsch-Nienhof, Dänisch-Nienhof, Kaltenhof und Birkenmoor (Originalton: Benedictus Blome uff Newen- und Kaltenhofe, Birckenmohr, Obbendorff und Schönhorst, Erbherre). Seine Ehefrau war Elisabeth Sophie van Reventlow (1645–1702).
1669 stiftete er eine Schule in Fresenhagen bei Kaltenhof (heute etwa Schönwinkel in Kaltenhof), ferner ein Armenstift zu Dänisch-Nienhof.
Das Gut ging über in die Hände des Sohnes Otto von Blome (3. Juni 1684 bis 1. August 1738 Dänisch-Nienhof).
1725 heiratete Otto Blom Charlotte Amalie Friis (etwa 1692 – 1. Dezember 1750), die Witwe von Generalmajor Balthasar Frederik Oertzen (gestorben am 27. Februar 1723).
Mit dem Tod von Otto Blome 1738 endete diese Linie.

Unterschrift von von Revenfeldt

#### Oertzen
Die Gemahlin von Otto Blom vererbte Nienhof und Kaltenhof an ihren Sohn aus erster Ehe, Conrad Henning Oertzen (gestorben 1783). 1755 wurden 15 ha des Felmer Moores an das adlige Gut Eckhof verkauft. 1756 wurde Dänisch-Nienhof an den Kammerjunker Christian Detlev v. Revenfeldt verkauft mit 297 Pfl. und kam nachher an die Grafen von Reventlow.
1765 verkauft Conrad Henning Oertzen das Gut Kaltenhof an seinen Schwager Christoph Blome, der es 1780 an seinen Schwager Heinrich Reventlow verkaufte.

### Adlige Besitzer des Gutes Kaltenhof
1756 erscheinen die Güter Kaltenhof und Dänisch-Nienhof erstmals in der Hand unterschiedlicher Besitzer. Zum Gut Kaltenhof:

#### Reventlow Reventlou
Ab 1780 war ein Zweig des altholsteinischen Adelsgeschlechts von Reventlow im Besitz des Gutes Kaltenhof, zuerst Heinrich von Reventlow (gestorben 1807, Schwager von Kammerj. Christ. Detl. Revenfeld). Seine Frau war Agathe Hedwig. Die beiden hatten keine Kinder. Sie verkauften das Gut um 1800 an ihren Neffen Heinrich Reventlow.
Heinrich von Reventlow (* 30. September 1763 Kopenhagen; † 31. Januar 1848 Kiel) war dänischer Generalmajor und Besitzer von Wittenberg, Kaltenhof, Aakaer und Falkenberg, verehelicht am 21. Mai 1794 auf Knoop mit Sophie Anna von Baudissin (* 20. Dezember 1778 Kopenhagen; † 22. Dezember 1853 Kiel). 1800 war der Pächter des Gutes Herr Frank, der in Konkurs ging. Bei der Volkszählung 1803 gehörte das Adlige Gut Kaltenhof zum Dänischwohlder Güterdistrikt. 1803 stellte Reventlow dem Lehrer der Schule des Schulverbandes Dänischenhagen-Kaltenhof Schulland als Einkommen zur Verfügung, darunter das Flurstück Kummerfeld (heute Schulstraße). Es erbte schließlich einer seiner Enkel, Georg Karl Ernst Reventlow.
Eine Beschreibung des Gutes von 1841: Vom adl. Gute Kaltenhof gehörte … [zum Kirchspiel Dänischenhagen] ein Theil (während das übrige nach Gettorf), namentlich der Haupthof Kaltenhof und das Dorf Sturenhagen von 3 Vollhufen und 3 Instenstellen (Dänischenhagener Schuldistrict), sowie einige Tagelöhnerwohnungen gegen Gettorf hin (zur Felmer Schule dortiges Kirchspiels). Vom Gute Kaltenhof, dessen Haupthof im Kirchspiel Dänischenhagen liegt, gehört … [zum Kirchspiel Gettorf] das Dorf Felm nebst vielen ausgebauten und einzelnen Stellen, als Felmerholz eine Erbpachtsstelle, Vosberg 4 Halbhufen u. 4 Erbpachtstellen, u. s. f. Zu Felm ist eine Schule von 80 — 90 Kindern, doch zum Theil aus der Hagener Gemeinde. Nach Gettorf wird für 8,5 Kirchenpfl. contribuirt.
Georg Karl Ernst Reventlow (* 16. August 1839 in Schleswig; † 17. Juni 1910) war sehr aktiv in seiner Zeit auf dem Gut: Er baute 1860/1866/1867 das neue Herrenhaus des Guts Kaltenhof von Georg Reventlow. Auf dem Flurstück 'Breitenstein', an der heutigen Kreuzung der Straßen Breitenstein und Sturenhagener Weg in Dänischenhagen, errichtete er 1863/1864 eine Windmühle mit fünf Flügeln (sie brannte 1928 ab). Ferner pflanzte er die Eichen- und Kastanienalleen, die die Straßen Schulstraße (früher Küsterredder), Sturenhagener Weg und Hohenstein säumen. Reventlow hatte zwei Söhne und drei Töchter. Der jüngere Sohn starb als Kind an Diphtherie und der ältere Sohn beging mit 17 Jahren in Lübeck Selbstmord, angeblich aufgrund eines schlechten Schulzeugnisses. Reventlow heiratete zwei Mal. Die zweite Frau starb 1905.
Reventlow verkaufte das Gut für 2.000.000 RM an die Landbank in Berlin, es umfasste 1757 ha, davon waren 1389 ha Ackerland, 191 ha Wiesen und Weiden, 133 ha Hölzungen und 50 ha Moor. Das Hofland, das vom Gutsherren oder seinem Pächter bewirtschaftete Land, hatte eine Größe von 730 ha, so dass 1027 ha auf die Hufner (überwiegend Zeitpächter), Handwerker und Kätner verteilt waren.

#### 1910–1926 nicht-adlige Besitzer
1910 kaufte die Landbank in Berlin das Gut für 2 Millionen Reichsmark. Die Felmer Pächter kauften ihren Grund und Christian Rosenfeld, der Pächter des Hofes Sturenhagen, kaufte selbigen.
Auf dem Flurstück 'Hohenstein', an der heutigen Straßenecke Sturenhagener Weg und Kaltenhofer Allee, betrieb von Reventlow einstmals eine Ziegelei. Diese wurde 1919, einige Jahre nach ihrer Stilllegung, abgebrochen. Mit den Steinen wurden zwei Wohnhäuser in der Schulstraße in Dänischenhagen gebaut. Hohenstein ist auch der Name einer Straße, die über das gleichnamige Flurstück führt.
Friederike Brach, geb. Feist, aus Belmonte in Peru erwarb 1918 das adelige Gut Kaltenhof mit Ausnahme des Felmer Dorffelds.
1921, als die Besitzerin Friederike Brach, geb. Feist, starb, nahm ihr Sohn Friedrich Simon Brach/Braack als Erbteil den Wald Stodthagen mit den Speckwiesen, die anderen Erben, unter ihnen Friedrich Simon Rudolph Brach, organisierten den Verkauf des restlichen Hofes im Jahre 1922 an das Maklerbüro Michael & Repenning in Eckernförde, das den Kauf durch die Schleswig-Holsteinische Höfebank finanzieren ließ. Dieses Büro legte auf dem Kaltenhofer Hoffeld 15 neue Bauernstellen an:
- „Groß Brügkamp“, Familie Otto Meetz, danach Rudolf Meetz, Otto Meetz, Willy Holtz (Gettorfer Landstraße)
- „Paradies“ und „Wollberg“, Familie Ivens (Gettorfer Landstraße)
- „Jettbrüg“, Heinrich Bruhn, danach Paul Giese (Gettorfer Landstraße)
- „Holtblick“, Friedrich Wittern (Gettorfer Landstraße)
- „Kuhhorst und Gravit“, Detlef Früchting (Kaltenhofer Allee 31)
- „Kuhhorst und Gravit“, Ernst Schröder, Helmuth Schröder (Kaltenhofer Allee 35)
- „Tettkoppel“, Adolf Markwardt/Markquardt (Sturenhagener Weg 39)
- „Tettkoppel“ Johannes Eickmeyer (Sturenhagener Weg)
- Michel Möller (Sturenhagener Weg 37)
- Wilhelm Gätje (Sturenhagener Weg)
- „Linnwisch“ Rudolf Göttsche, Hans Sepke (Hohenstein)
- „Kuhholzberg“ Karl Voß (Hohenstein)
- Georg Tiedemann, Schäfer Mißfeldt (Hohenstein/Sturenhagener Weg)
- Wilhelm Krohn, Willy Kruse (Hohenstein)
- Emma Bahr, Hans Bahr (Hohenstein)

Ferner wurden auf dem Flurstück Kummerfeld auf der West-Seite des Schulredders vier Doppelhäuser von der gemeinnützigen Baugenossenschaft Eckernförde gebaut. Damals war das außerhalb von Dänischenhagen, heute liegen die Häuser inmitten des Ortes (etwa Schulstraße 25 bis 39).
Der Resthof des Gutes Kaltenhof wurde an zwei vermögende Schweizer Staatsbürger verkauft, Peter Gutzwiller  und Hugo Miechvel. Woraufhin der Steuerhebesatz auf 320 % gesetzt wurde. Sie betrieben Pferdesport mit Vollblutpferden auf dem Gut, verkauften ihren Besitz jedoch alsbald an Paul Speichert, einen Pächter aus Niedersachsen.

### 1926–1952 Domäne
1926 wurde das Gut preußische Domäne, verwaltet von dem Inspektoren Major a. D. Leo von Kathen, früherer Direktor der Güter von Kaiser Wilhelm II.
Durch Beschluss des Preußischen Staatsministeriums vom 21. September 1928, in der Ausführung des Gesetzes vom 27. Dezember 1927, wurden die ehemaligen Gutsbezirke Alt-Bülk, Eckhof, Neu-Bülk, Uhlenhorst und Gut Kaltenhof teilweise aufgelöst und mit den Gemeinden Schilksee und Dänischenhagen zur Großgemeinde Schilksee zusammengelegt, nun mit einem Steuerhebesatz von 350 %.
1928 nahmen Major a. D. Lee von Kathen, der das Gut bis dahin zwei Jahre als Inspektor verwaltet hatte, es mit dem Mitteilhaber Jacob Rauert von Kubitzberg in Pacht. Sie gingen kurze Zeit später insolvent. 1929 bis 1931 wurde das Gut wieder von einem Inspektor verwaltet, Inspektor Sahru. Während seiner Zeit wurde „der Vorfluter bis zur Grenze Postkamp vertieft“, die Acker drainiert und gekalkt. Die Domänenverwaltung verpachtete Kaltenhof von 1931 bis 1937 an Herrn Jacob Julius Jürgensen, von 1937 bis 1952 an dessen Sohn Hans Jürgensen. Diese beiden haben das Gut zu einem Mustergut entwickelt. Hofvogt des Gutes war bis 1952 Heinrich Wichelmann.
Mit der Entscheidung des Innenministers vom 26. September 1934 wurde die Großgemeinde Schilksee mit Wirkung zum 1. Dezember 1934 aufgehoben. Es entstanden wieder die Gemeinden Dänischenhagen und Schilksee und neu die Gemeinde Strande.
Nach einer für die belgische Regierung 1950 durchgeführten Erhebung in den Kommunen Schleswig-Holsteins (Form-96-Bögen) ergibt sich, dass auf dem Gut Kaltenhof in einem Steingebäude ein Kriegsgefangenenkommando stationiert war. Es handelte sich um 25 Polen, die in der Landwirtschaft arbeiteten.
Nach Kriegsende 1945 gehörte Kaltenhof mit dem Moor dem Land Schleswig-Holstein. Die Nutzung des Moores erfolgte durch die Gemeinde Dänischenhagen. Im Herrenhaus des Guts wurden nach dem Krieg neben den 10 Personen, die dort dauerhaft wohnten, Flüchtlinge aufgenommen, 15 Erwachsene und 15 Kinder.
Die Domäne umfasste noch 300 ha.

### 1952 Auflösung
Als die Domäne 1952 aufgesiedelt wurde, zog der Pächter Hans Jürgensen von Kaltenhof ab und nahm in Harzhof einen anderen landwirtschaftlichen Betrieb in Besitz. Das Land wurde aufgeteilt auf viele kleine landwirtschaftliche Betriebe. Unter Verwertung alter Gebäude wurden folgende Stellen angelegt: 29 ha, 20 ha, 18 ha, fünf Mal 15,5 ha, zwei Mal 10,5 ha, zwei Landarbeiterstellen mit je 1,5 ha, neun Gartenbaurentengüter zu je 2200 m², eine Schmiedestelle mit 5 ha und das Herrenhaus mit 5 ha. Unter Schaffung neuer Gebäude wurden sechs Stellen zu je 15,5 ha geschaffen und fünf Gartenbaurentengüter zu je 2000 m². Bei den Gartenbaurentengütern handelt es sich um die Übertragung von Landeigentum gegen Zahlung einer Leibrente.
Auf Vorschlag des Dänischenhagener Heimatforschers Hans-Eberhard Bürger bekam 1997 in einem Neubaugebiet am Nordende von Dänischenhagen eine Straße den ehemaligen Flurnamen 'Breitenstein' als Namen.

## Persönlichkeiten
- Christian Andreas Julius Reventlow wurde 1807 auf dem Gut geboren
- Georg Carl Ernst Graf zu Reventlow (* 16. August 1839 in Schleswig; † 17. Juni 1910 in Kiel)
- Graf Heinrich von Reventlou (1763–1848), Vater von Friedrich von Reventlou
- Elisabeth Lucia Christine von Oertzen (* 9. Juli 1758 in Kaltenhof; † 13. Juni 1843 in Kopenhagen)